# ثروة البيجوم
ثروة البيجوم أو الخمسمائة مليون ثروة البيجوم (بالفرنسية: Les Cinq Cents Millions de la Bégum)، (بالإنجليزية: The Begum's Fortune)، التي نشرت أيضا باسم ملايين البيجوم، هي رواية نشرت في عام 1879 بقلم جول فيرن، تنتقل القصة بين عناصر اليوتوبيا والديستوبيا. ومن اللافت أيضا أنها أول رواية نشرها فيرن يحذر فيها من تطور العلم والتكنولوجيا. كلمة بيجوم (أو بيكم) هي مؤنث كلمة بيك وتعني السيدة.
تبين بعد فترة طويلة من صدور الكتاب، أنه مقتبس في الواقع من مخطوطة كتبها باسكال غروسيه، وهو ثائر كورسيكي شارك في كومونة باريس وكان في ذلك الوقت يعيش في المنفى في الولايات المتحدة ولندن. تم شراؤها من قبل بيير جول هيتزل، الذي نشر معظم أعمال فيرن. لم تحدد بوضوح عناصر القصة بين نص غروسيه الأصلي وعمل فيرن. عمل فيرن لاحقا بالمثل على كتابين آخرين لغروسيه ونشرها باسمه، قبل أن يعود غروسيه إلى فرنسا بعد العفو عنه ويستئنف النشر باسمه.
ظهر الكتاب بترجمة إنجليزية على الفور بشكل متسرع وبترجمة سيئة قضت على سمعة فيرن في العالم الناطق بالإنجليزية. كان المترجم وليام هنري غايلز كينغستون وقتها يحتضر وغارقا في الديون. وقامت زوجته بالترجمة عنه، وكانت منشغلة بأمور أكثر من دقة النص وربما اعتمدت على مساعدة خارجية. تم قدم ترجمة جديدة من الفرنسية مؤخرا من قبل ستانفورد لوس والتي نشرتها الجامعة الويسلية.